# Сахрана
Сахрана или погреб је процес одлагања посмртних људских остатака — лешева (у појединим случајевима лешева животиња) или пепела покојника. Ова процедура је обично праћена обредним или религијским ритуалом.

## Типови сахрањивања
Овде наведени облици сахрањивања се практикују данас у Европи, Америци и Азији. 
- Укопавање земних остатака, по правилу у ковчегу, у гробове на гробљима. 
  - Сахрањивање у индивидуалне гробове.
  - Колективни гроб (припада одређеној заједници).
  - У кризним ситуацијама, лешеви се покопавају у масовне гробнице.
  - До скора је постојао обичај да се самоубице сахрањују без црквеног обреда на посебним парцелама.
- Анонимне сахране ван гробља, где се на гробу или урни не наводи име покојника.
- Одлагање ковчега или урне са пепелом у крипте, које су обично породичне.
- Спаљивање покојника, при чему се пепео обично смешта у урну. 
  - Пепео се смешта под земљом.
  - Урне се смештају у зид (колумбаријум).
  - Пепео се разбаца на травњак, испод дрвета, у реку, море и слично. Постоје и обреди разбацивања пепела из балона, авиона, па и лансирања у космос.
  - Данас постоји технологија да се пепео покојника претвори у вештачки дијамант.
- Донација тела у научне сврхе, рецимо за демонстрирање анатомије. Након употребе, ова тела се најчешће кремирају.
- Излагање тела покојника птицама и животињама, рецимо излагање покојника на торњевима тишине код Парса (Иран, Индија).
- Промесија - претварање тела мртваца у прах сушењем на ниским температурама.
- Постоји и техника којом се пепео покојника меша са бојама од којих се слика портрет преминулог тако да је настали портрет и место у којем покојник почива и уметничко дело.

## Погребни обреди
Ови обреди се још називају сепулкарни (од лат. sepulcrum, гроб).
Начини сахрањивања као и изглед надгробног обележја или споменика одређени су сепулкарним законитостима заједнице људи и представљају најинтимнију карактеристику једне културе. Углавном су засновани на религијским схватањима и схватању самог чина смрти и загробног живота. Остали фактори који га одређују су место на коме се живи, географски и климатски услови, а такође су важне и економске прилике и положај у друштву.
Диркем је заступао становиште да је тешко пребродиву мисао о нестанку потискивала идеја о животу после смрти, па је појам бесмртне душе настао као последица схватања да је могућа индивидуализација супстанце која се после смрти преноси у новорођено тело. Древни људи нису имали идеју о богу, па је веровање у бесмртност било објашњење духовног континуитета.
Обреди и веровања се развијају као део заједничке целине, а радње везане за њих су симболички изрази осећања и утичу и одређују веровања.
У првобитним заједницама религија није била систем веровања са практичним применама, него скуп утврђених поступака којих су се чланови придржавали.
Основне и најчешће форме сахрањивања које је човек примењивао у прошлости су:
- Инхумација
- Инфламација
- Мумифицирање

Осим ових, примењиване су и експликација (и њој слична декарнација), акватичко сахрањивање и секундарно (односно парцијално) сахрањивање.

### Инхумација
Инхумација (лат. humus — земља, тло) најстарији и најраспрострањенији начин сахрањивања, који се среће од праисторијских заједница до данас, а подразумева укопавање људског тела у тло. Често се употребљава и синоним скелетно сахрањивање, који није претерано прецизан, јер може асоцирати на секундарно сахрањивање декарнираног скелета.

### Инфламација
Инфламација је један од назива за спаљивање покојника, осим кога се употребљава и инцинерација, као и термини бустуарија и бустуаријално сахрањивање. Често се у савременом говору употребљава и термин кремација.

### Мумифицирање
Мумифицирање је чување тела покојника чији су кожа и органи сачувани намерно или случајним излагањем хемикалијама, великој хладноћи, врло малој влажности или недостатку ваздуха када тела потону у блатиште. 
У Старом Египту постојало је неколико начина мумифицирања, најједноставнији метод било је обмотавање тела дебелим слојем ланених завоја, да би се касније завоји потапали смолом. У другом миленијуму почели су да се уклањају унутрашњи органи, који су стављани у посебне посуде. Најскупљи начин у још млађем периоду, који је Херодот описао, био је испирање палминим вином и мирисима, после чега су у утробу враћани унутрашњи органи, заједно са циметом и етеричним смесама. Тело би било у соли 17 дана после чега је обмотавано ланеним тракама и лепљено гумом. Тако мумифицирано тело полагано је у дрвени кип у људском облику.

## Начини сахрањивања кроз историју

### Палеолит
О сахрањивању током палеолита немамо много података. Шалозијенска, шелска и ашелска култура, које се датују на прелаз између доњеу у средњи палеолит и које одговарају геолошкој епохи диливијума, не доносе доказе о организованим људским заједницама, а сахрањивање се тумачи као нагонска радња склањања или сакривања мртвог саплеменика. Претпоставља се да у овом периоду човек није имао идеју о загробном животу.
Материјални остаци развоја духовне концепције јављају се у Мустеријерској култури током периода средњег палеолита. 
Периоду средњег и горњег палеолита припадају скелети пронађени у француској пећини Ла Фераси. Овде је пронађено камење, које је покривало покојника, преко кога је поређано мустеријерско оруђе, остаци животиња и пепео. Слична сахрана откривена је на локалитету Тешик Таш у Узбекистану, где је лобања неандерталског дечака била окружена костима козорога. Неандерталац мења традиционалну културу и успоставља култ мртвих и веровања о загробном животу. 
Неандерталац је сахрањивао своје мртве и да је то, бар у неким случајевима, радио са пијететом (пример је »Цветна сахрана« у пећини Шанидар у Ираку, где је пронађен поленов прах од цветног биља који указује да је покојних био прекривен цвећем). 
У близини Ла Шапел о Сена у Француској откривен је сличан налаз у Регурдуу (Француска) покојник је положен на велику гомилу камена, покрај које је саграђена камена конструкција за скелет медведа. Једноставнија али слична конструкција откривена је у пећини Монте Чирчео (Италија). У Крапини (Хрватска) пронађене су поломљене кости покојника, трагови канибализма упућују на ритуално конзумирање меса умрлих сродника. Изузетно је занимљива некропола Грималди, где је откривен скелет у потпуности обојено окером.
Поштовање мртвих је изражено код хомо сапиенс сапиенса, откривени су гробови из млађег палеолита, у којима су покојници сахрањени са богатим прилозима, најчешће накитом.

### Мезолит
Током мезолит дешавале су се велике економске и друштвене промене, које су се као последицу донеле континуирано формално сахрањивање. Веома значајне податке донело је истраживање локалитета на Ђердапу. Покојници су били сахрањивани у различитим положајима, гробови су имали облик раке са каменим платформама.

### Неолит
У неолиту је инхумација била једини облик сахрањивања, претежно унутар насеља, махом у појединачним гробовима у згрченом положају. 
На територији Балкана такође се претежно практиковала инхумација, иако се срећи и примери инцинерације. У области Паноније се јављају и прве некрополе. Током овог периода гробови нису обележени.
У области Израела и Јордана из доба неолита већина гробова није обележена, у мањем броју мртви су сахрањивани испод пода у кућама.
У Египту, током млађег неолита сачуван је велики број гробова, који се датују у око 3500. годину п. н. е. Прилог је било оружје, прибор за рад и посуде са јелом и пићем. У долини Нила пронађени су и мумифицирани покојници.

### Метално доба
На територији Европе, током бронзаног доба, у Уњетичкој култури присутни су плитки равни гробови са згрченцима, у Мокрину је откривена Лалина хумка са преко 400 индивидуа.
Током средњег бронзаног доба карактеристични су тумули. Обичај да се људи после смрти спаљују је почео да се практикује у овом периоду. Поједине културе су чак именоване начином оваквог сахрањивања, попут Културе поља са урнама.
Током гвозденог доба у областима насељеним Илирима углавном се практиковала инхумација, код Трачана је присутно и спаљивање и укопавање, а код Дарданаца и сродних народа, Трибала и Меза, карактеристичне су некрополе са спаљеним покојницима.
Биритуално сахрањивање карактеристично је за Халштатску културу.

### Антички период
У старој Грчкој практикована је упоредо инхумација и инцинерација (током архајског периода мање је заступљена инхумација). У класичном периоду мртви се полажу у окна или јаме чији су зидови понекад обложени гипсом и прекривани су плочама. Из овог периода потичу и глинени или камени саркофази.
Древни краљ Карије (у Малој Азији) Маузол покопан је средином 4. века п. н. е. у раскошној грађевини, по њему названом маузолеју у Халикарнасу. Овај споменик је био један од седам светских чуда старог света. Од тада постоји традиција да се значајне личности сахрањују у репрезентативним маузолејима.
Римљани су такође практиковали биритуално сахрањивање, начин је зависио од породичне или регионалне традиције. Облици гробова су разноврсни. У најстаријем периоду јављају се саркофази или издубљено дебло. Касније се над гробом граде споменици.

### Сахрањивање у новијем добу
У каснијим историјским епохама обичаји се кодификују у складу са религијском традицијом.
Током Опсаде Цариграда 626. године настали су записи да су стари Словени спаљивали своје мртве. Међу покрштеним Словенима задржале су се инфламација и инхумација дужи временски период. Хришћанска црква је спаљивање сматрала паганским обичајем, па је тако Карло Велики 785. године овај обичај забранио.
Викинзи су своје умрле стављали у чамце, које би спуштали у воду или би га запалили на пучини. За најважније чланове заједнице био би направљен изузетно раскошни брод за »последње путовање«.
У време Средњег века у западној Европи спаљивање је било казна за јеретике, а пошто су крупне кости ипак остајале целе, остаци би по судском налогу били уситњавани и разбацивани.
На америчком континенту откривени су најпознатији примери експликације покојника. Индијанци из племена Ирокеза, умрле чланове су излагали на платформама, да би после 12 година уклањали остатке ткива и кости у заједничку гробницу. Слични обичаји забележени су и у Аустралији, међу члановима племена Варамунга, који су пре секундарног сахрањивања подизали тело умрлог на крошње дрвета. Декарнација се практикује и на Тибету.

## Хришћанска сахрана
Улога хришћанске цркве када је појединац на самрти је да њему и његовим најближим пружи подршку и утеху.
По правилу се тело мртвог човека излаже у ковчегу један или два дана пре сахране. Ту га посећују и од њега се опраштају породица и пријатељи. На сам дан сахране ковчег је затворен, мада међу православцима постоји пракса поновног опраштања од покојника на самом гробљу.

## Муслиманска сахрана
У исламу постоје детаљна упутства како поступати са умирућим, које су пригодне молитве и како треба опрати мртваца и припремити сахрану. Између осталог, каже се да би човек на самрти требало да понавља кредо:„ Нема других Богова осим Алаха, а Мухамед је његов пророк“. Уколико није у стању да рецитује овај стих, то за њега ради рођак, лекар муслиман или имам.
После смрти, мушкарца би требало да опере мушкарац, а жену жена, и да их потом замота у чаршав. Тело се покопава без ковчега, на десном боку или на леђима, са очима усмереним према Меки. Сахрана би требало да се обави на исти дан када је покојник преминуо, што се сматра чином пажње према њему, односно показује да ниједан други посао није пречи. Исламска вера сматра да мртви треба да почивају у миру и без поштовања култа личности, тако да муслимани не украшавају и не декоришу гробна места. Религиозни муслимани не практикују кремацију сматрајући је противном религији.

## Јеврејска сахрана
По јеврејском обичају, човек који умире не треба да је усамљен. Два сата после смрти, тело се ставља на земљу, са ногама окренутим ка вратима, а свећа се ставља поред његове главе или ногу. Тада се обавља ритуал очишћења (тахара), који се састоји од читања одломака из Библије. После тога, тело се прекрива ланеним покровом и смешта на сламу у ковчег. Ако је покојник умро у дијаспори, обичај је да се у ковчег сипа и шака песка из Израела, јер ће се по предању одатле појавити месија који ће васкрснути мртве. Затим се ковчег затвара, а рођаци се симболично опраштају од покојника уз извињења за своје преступе.
У Израелу се практикује да се тело сахрањује истог дана када је извршено прочишћење, док ван Израела тело покојника остаје преко ноћи уз некога ко над њим бдије (обично неко ко није близак род). Та особа проводи ноћ рецитујући псалме о васкрсењу. Ово бдење се назива шемира.
На дан сахране рабин ишчитава псалме из Библије у присуству породице и пријатеља преминулог.
Сахрана (леваја) по јеврејском веровању није сахрана, већ испраћај. На њој нема цвећа, венаца ни музике. Рабин и други присутни бацају по три лопате земље на ковчег покојника. Молитве које се ишчитавају говоре о васкрснућу.

## Будистичка сахрана
У будизму, смрт се сматра преласком из једног живота у други. Тај чин има велики религијски значај и за покојника и за његову породицу. За покојника се сматра да смрћу почиње нову егзистенцију и да се тада концентрише сва његова кармичка енергија из претходног живота која одређује његово поновно рођење.
Церемоније се разликују од земље до земље, али као заједничко имају период од 49 дана молитви и ритуала, и дељење дарова или милостиње.
У будизму се практикује и кремација и скелетно сахрањивање.

## Хиндуистичка сахрана
Хиндуистичке погребне церемоније су познате под именом антјешти. Постоје велике варијације између писаних описа ових ритуала и начина на који се они практикују у разним регијама и друштвеним групама.
Ове церемоније имају 4 компоненте:
- ритуали везани за особу на самрти
- ритуали везани за одлагање тела покојника
- ритуали који помажу души покојника да пређе из света духова у свет предака (питрс)
- ритуали у част света предака

Тело покојника се увек спаљује на ломачи, а његов пепео се после дан-два сакупља у урну која се полаже у реку. Породица преминулог после сахране обавља ритуал свог очишћења и поштује период од 13 дана жалости.